# Zaza Kedelaszwili
Zaza Kedelaszwili  (ur. 12 listopada 1985 w Tbilisi) – gruziński judoka.

## Życiorys
Uczestniczył w Letnich Igrzyskach Olimpijskich w 2008, gdzie zajął 21. miejsce. Trzykrotny złoty medalista  mistrzostw Europy (2006, 2007, 2008).